# Зархи, Натан Абрамович
Ната́н Абра́мович Зархи́ (первоначальное имя Исаак Абрамович Гуревич; 1900, Орша — 18 июля 1935) — советский драматург, киносценарист, теоретик кино. Заслуженный деятель искусств РСФСР (1935).

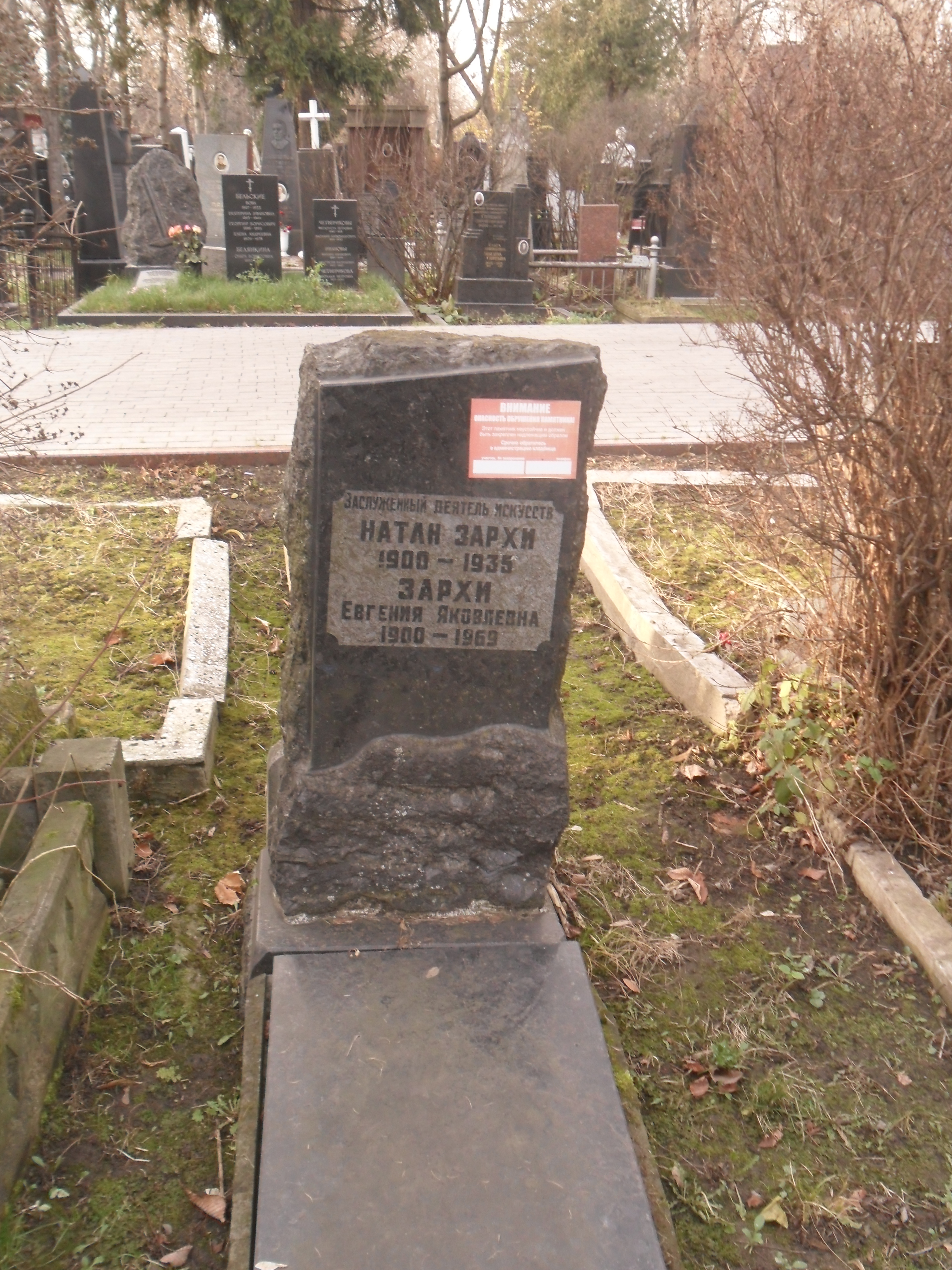
Могила Зархи на Новодевичьем кладбище Москвы

## Биография
Родился в Орше.
Окончил историко-филологический факультет МГУ. В 1923 году начал работать в кинематографе. Один из первых профессиональных кинодраматургов советского кино. Автор пятнадцати сценариев и трех пьес. С 1929 года преподавал на сценарном факультете ВГИКа.
17 июля 1935 года вечером вместе с кинорежиссёром В. И. Пудовкиным возвращался на машине из Москвы в дом отдыха Абрамцево, где они работали над новым сценарием. На Ярославском шоссе, вблизи ст. Мытищи, произошла автокатастрофа. Тяжелораненый Зархи был доставлен в мытищинскую больницу, где, несмотря на переливание крови, в 7 часов утра 18 июля скончался. Кремирован вечером 19 июля, 20 июля урна с прахом захоронена на Новодевичьем кладбище Москвы.
Жена — Евгения Яковлевна Зархи (Гуревич, 1900—1969).

## Сценарии фильмов
- 1924 — Особняк Голубиных
- 1926 — Мать
- 1927 — Булат-Батыр (совместно с Ю. В. Таричем)
- 1927 — Конец Санкт-Петербурга
- 1927 — Победа женщины
- 1930 — Города и годы (совместно с Е. В. Червяковым)
- 1932 — Бомбист
- 1938 — Победа (дописан В. Вишневским)

## Роли в кино
- 1933 — Колиивщина —Мошко